# Ocrepeira gima
Ocrepeira gima là một loài nhện trong họ Araneidae.
Loài này thuộc chi Ocrepeira. Ocrepeira gima được Herbert Walter Levi miêu tả năm 1993.